# Dziaduszyn
Dziaduszyn (Duits: Charlottenhof) is een plaats in het Poolse district  Węgorzewski, woiwodschap Ermland-Mazurië. De plaats maakt deel uit van de gemeente Pozezdrze en telt 20 inwoners.